# Tim Owens
 (juillet 2016).
Pour les articles homonymes, voir Owens.

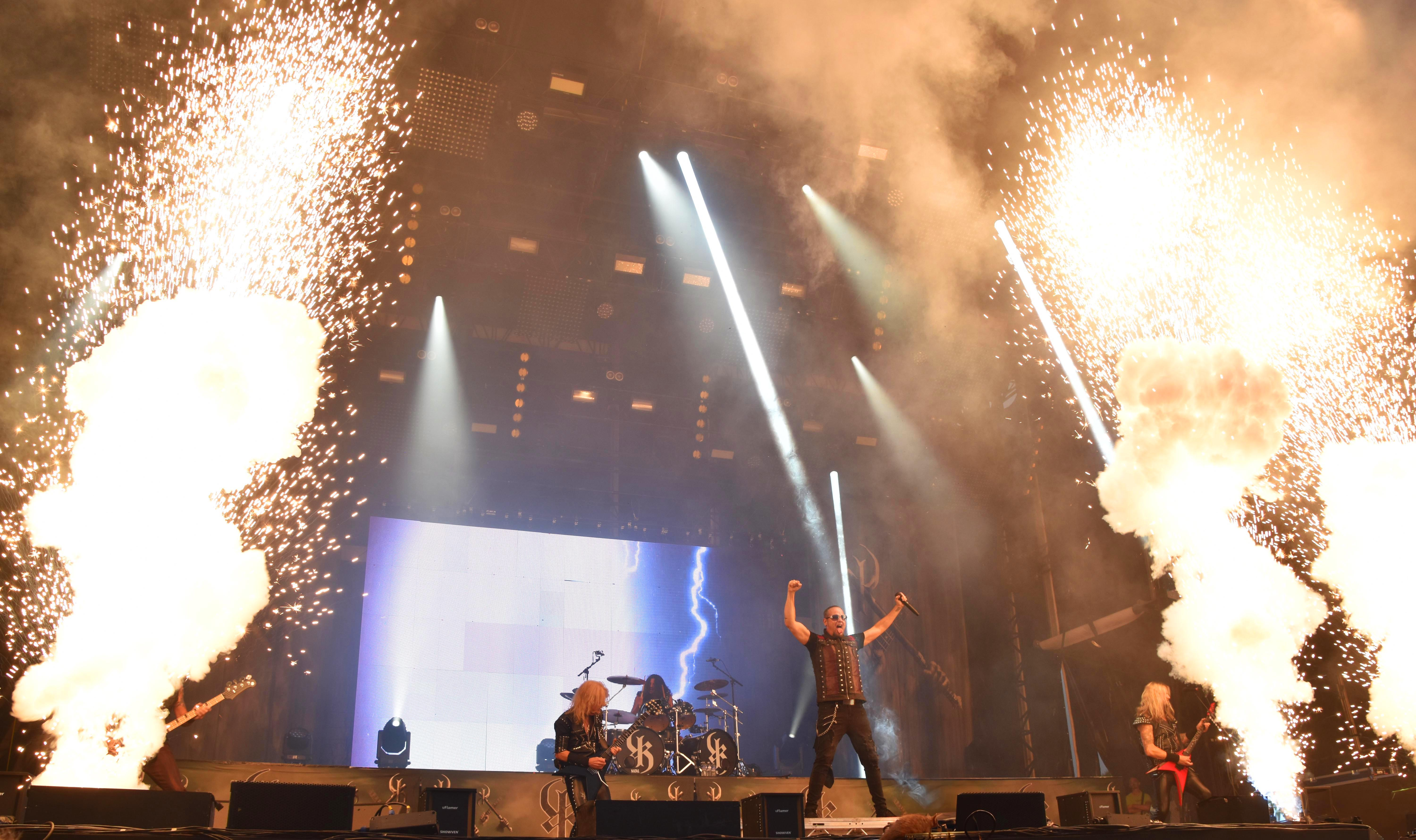
Avec KK'S Priest au Motocultor 2024

Timothy S. Owens, surnommé « Ripper », né le 13 septembre 1967 à Akron dans l'Ohio, est un chanteur de heavy metal.
Rejoint le groupe de heavy metal Judas Priest en 1996. Après deux albums studio et deux albums live, il est obligé de partir et rejoint Iced Earth. Il intègre le groupe du guitariste Yngwie Malmsteen début 2008. Il a également participé au projet Avantasia de Tobias Sammet pour lequel il a interprété Scales of Justice sur l'album The Wicked Symphony.

## Discographie
- Winter's Bane : Heart of a Killer (1993)
- Judas Priest : Jugulator (1997)
- Judas Priest : '98 Live Meltdown (live, 1998)
- Judas Priest : Demolition (2001)
- Judas Priest : Live in London (live, album et DVD, 2003)
- Iced Earth : The Glorious Burden (2004)
- Beyond Fear : Beyond Fear (2006)
- Iced Earth : Framing Armageddon (Something Wicked Part 1) (2007)
- Yngwie Malmsteen : Perpetual Flame (2008)
- Tim "Ripper" Owens : Play My Game (2009)
- Yngwie Malmsteen : Relentless (2010)
- Charred Walls of the Damned : Charred Walls of the Damned (2010)
- Charred Walls of the Damned : Cold Winds on Timeless Days (2011)
- Charred Walls of the Damned : Creatures Watching Over the Dead (2016)
- Tim "Ripper" Owens/Jano Baghoumian : The End of Prance (2018)
- Tourniquet - Gazing At Medusa (2018) (tous sauf la chanson titre)
- The Three Tremors : The Three Tremors (2019)
- Spirits Of Fire : Spirits Of Fire (2019)
- A New Revenge - Enemies & Lovers (2019)
- The Three Tremors : The Solo Versions (2019)
- KK's Priest : Sermons of the Sinner (2021)
- Leviathan Project : Sound of Galaxies (2021)
- The Three Tremors : Guardians of the Void (2021)
- Ripper : Return To Death (EP) (2022)
- KK's Priest : The Sinner Rides Again (2023)
- Leviathan Project : MCMLXXXII (2024)
- Leviathan Project : Phantoms Vol. 2 (EP) (2024)